# George A. Hormel
George Albert Hormel (* 4. Dezember 1860 in Buffalo, New York; † 5. Juni 1946 in Los Angeles, Kalifornien) war ein US-amerikanischer Unternehmer und Gründer des Nahrungsmittelherstellers Hormel.
Hormel wurde als Sohn der deutschen Immigranten John G. Hormel und Susanna Decker in Buffalo, New York geboren. 1865 zog die Familie nach Toledo, Ohio, um. Aufgrund des Misserfolgs des väterlichen Betriebs musste er 1873 die Schule verlassen und Aushilfsjobs annehmen. Zwei Jahre später ging er nach Chicago und arbeitete dort im fleischverarbeitenden Gewerbe seines Onkels mit. Anschließend arbeitete er eine Zeit lang als Wollhändler. 1887 zog er nach Austin in Minnesota und gründete dort zusammen mit Albrech Friedrich einen Betrieb für die Produktion und den Verkauf von Fleischerzeugnissen. Da Friedrich gegen eine weitere Expansion des Betriebs war, trennten sich im September 1891 die Wege beider. Hormel kaufte ein altes Molkereigebäude und führte sein eigenes Unternehmen unter dem Namen George A. Hormel & Company fort. Das Unternehmen wuchs kontinuierlich und hatte sich bis in die 1920er-Jahre zu einem bedeuteten Unternehmen der Branche im Mittleren Westen der Vereinigten Staaten entwickelt. 1929 übergab George Hormel die Geschäftsführung an seinen Sohn Jay Catherwood Hormel. Zum 50-jährigen Firmenjubiläum gründeten George und Jay Hormel 1941 die The Hormel Foundation und das Hormel Institute, welches Forschungen in Zusammenarbeit mit der University of Minnesota durchführt.
George Hormel war mit Lillian Belle Gleason verheiratet. Sie hatten einen Sohn. Der Bürgerrechtsaktivist und Diplomat James Hormel war sein Enkel.